# Kasteel Thor

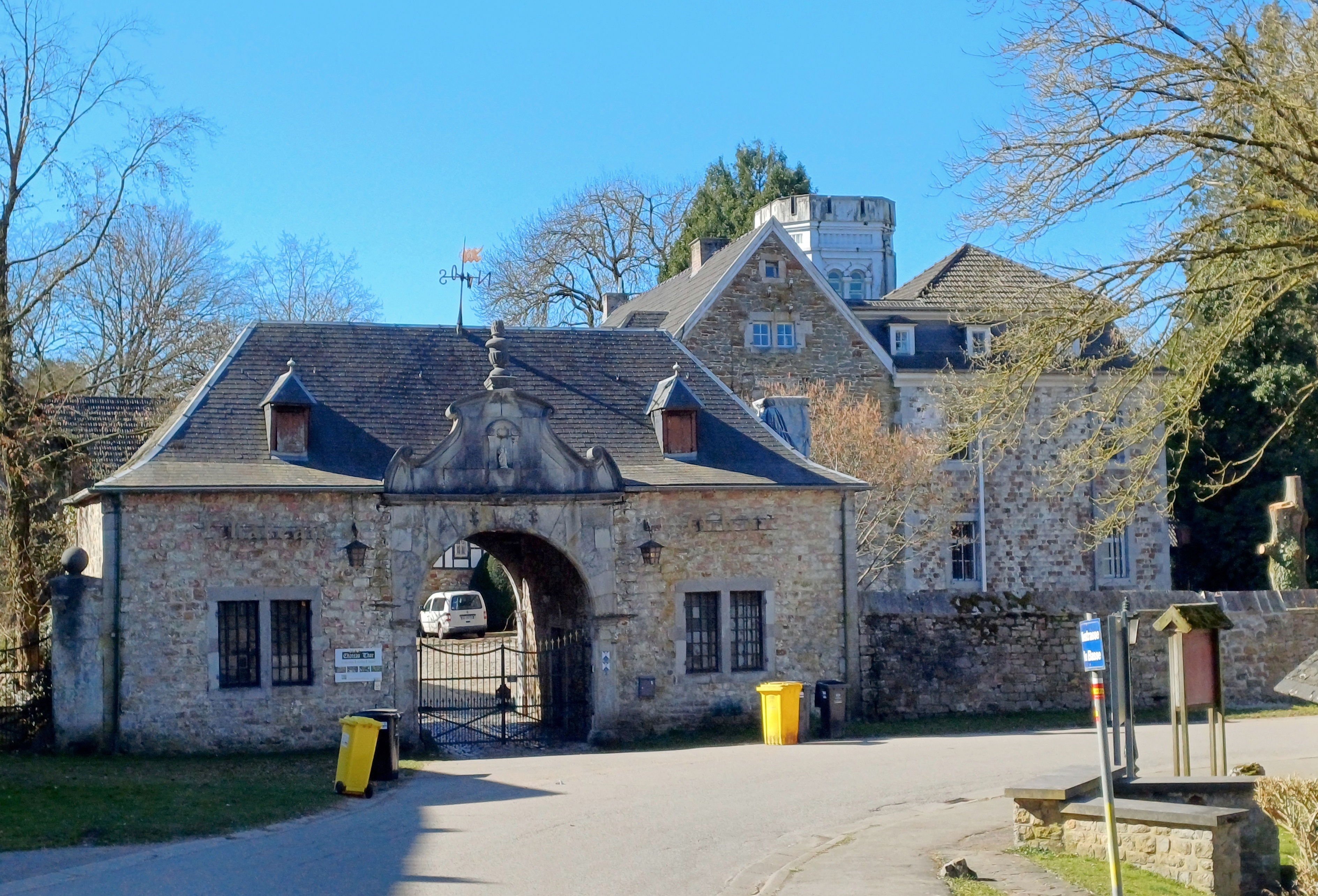
Poortgebouw met erachter het kasteel

Kasteel Thor (Schloss Thor) is een kasteel in de tot de Belgische gemeente Lontzen behorende plaats Astenet, gelegen aan de Nierstraße.

## Geschiedenis
Het voormalige kasteel van Astenet lag niet ver van het huidige kasteel Thor, op de plaats waar later de vijver van de siertuin werd gegraven, ten zuidwesten van het huidige kasteel. Dit kasteel werd vanaf 1626 niet meer bewoond.
Oorspronkelijk was op de plaats van Kasteel Thor de brouwerij gevestigd van het domein van de familie d'Astenet. Het leen was afhankelijk van het Onze-Lieve-Vrouwekapittel te Aken. Herman d'Astenet (begin 15e eeuw) was de laatste telg van dit geslacht. In 1416 kwam het aan de familie Van der Heyden. In 1543 kwam het aan Claire van der Heyden, gehuwd met Jean Molener alias Hens d'Astenet. In 1615 kwam het door huwelijk aan de familie Reul. Door verkoop kwam het aan  Jean Heyendal, en deze liet in 1700 op de plaats van de brouwerij een kasteel bouwen. In 1738 werd de tuinvleugel gebouwd. In 1732 werd toestemming gegeven om Missen op te dragen in de slotkapel. In 1806 stierf de laatste Heyendal en haar echtgenoot, Waltère Jean François Birven, nam het bezit over. In 1840 kwam het door huwelijk aan de familie 'Lamberz, en dat bleef zo. De eigenaren hebben 1947 een horecafunctie in het kasteel gevestigd.

## Gebouw
Er zijn drie gedeelten, gegroepeerd om een binnenplaats. Het noordwestelijke gedeelte is het woongedeelte van omstreeks 1700. Hier tegenaan werd in 1738 een korte vleugel gebouwd. Op de hoek tussen beide staat een vierkante toren die in de 19e eeuw werd gewijzigd. In het noordoosten bevindt zich een poortgebouw uit 1733 naar ontwerp van de Akense architect Johann Joseph Couven. Dit gebouw heeft een schilddak en bevatt het wapenschild van de familie Heyendal.